# Lijst van voetgangerszones
Dit is een lijst van voetgangerszones, ook wel bekend als voetgangersgebieden.

## Europa
Het oudste geschapen voetgangersgebied is waarschijnlijk de Strøget in Kopenhagen: op 17 november 1962 werd deze winkelstraat definitief verkeersvrij gemaakt.

### Traditioneel autovrij

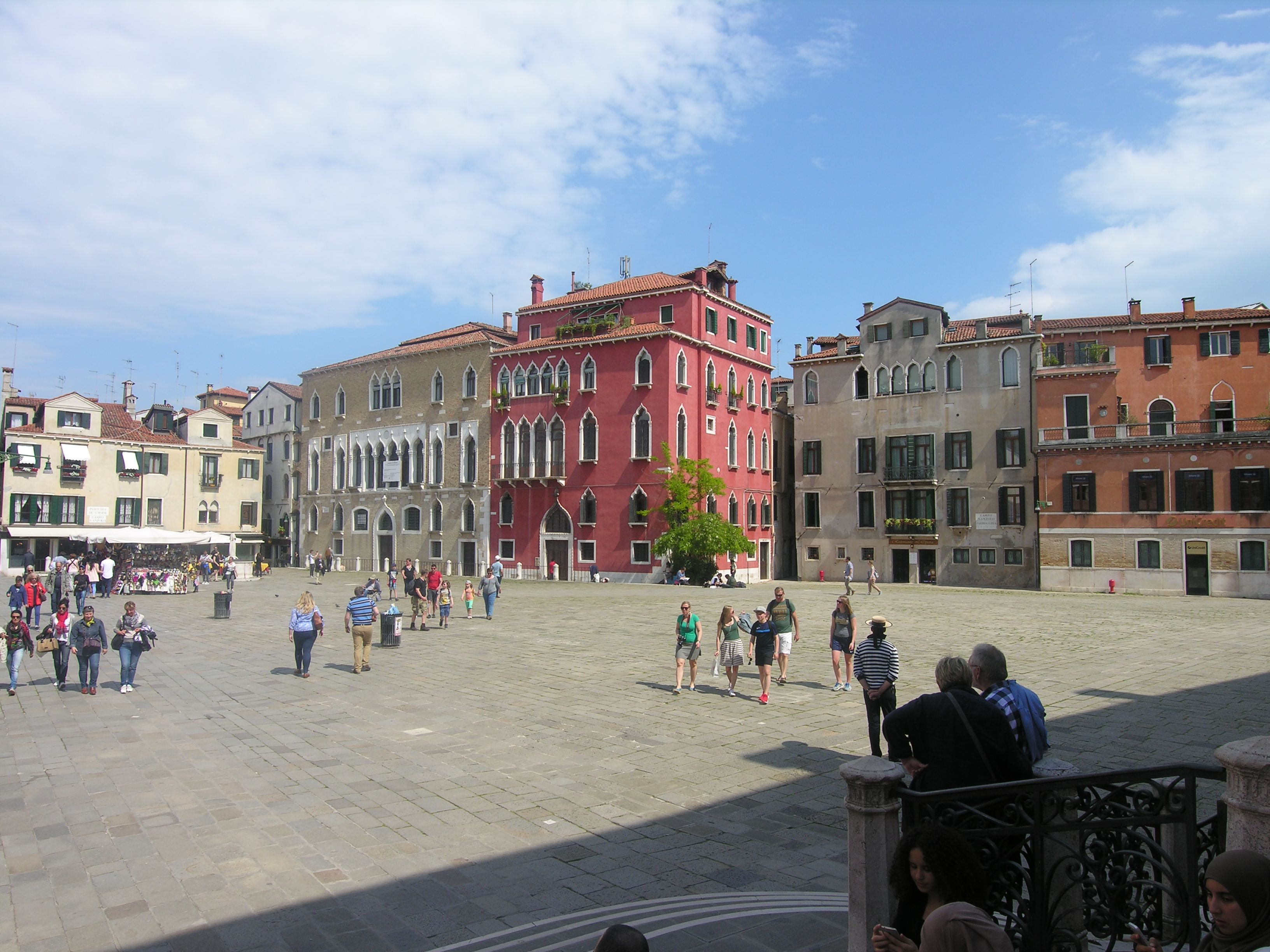
Venetië heeft een voetgangerszone die ongeveer 726,8 ha (91%) van haar circa 798 ha grote historische centrum omvat.

Voetgangerszones in steden waar nooit auto's toegelaten zijn (behalve bij uitzondering of rampen):
- Venetië: Het historisch centrum (Italiaans: centro storico) van Venetië is verdeeld in zes sestieri ("stadsdelen") met een totaaloppervlakte van 7,9796 km2 (797,9631 ha; 7.979.631 m2).[1] Van haar 129 eilanden[2] zijn Tronchetto (aangelegd in 1960), Santa Chiara (waar de Haven van Venetië ligt; de Nuova Stazione Marittima, aangelegd 1869–1880) en het busstationplein Piazzale Roma (aangelegd 1933) in de sestiere Santa Croce de enige eilanden van het historisch centrum waar auto's en bussen zijn toegestaan.[3] Deze drie eilanden omvatten samen 711.339 m2 (71,1339 ha; 0,711339 km2).[2] De rest van de Venetiaanse Binneneilanden zijn een voetgangszone die 7,268261 km2 (726,8261 ha; 7.268.261 m2) oftewel circa 91% van het historisch centrum omvat;[1][2] verplaatsing en transport verlopen er te voet of via het water (per gondel).[3]
- Cinque Terre, Italië
- Rodos, Griekenland, de oude stad
- Marken, waar vanwege de nauwe straten geen auto's worden toegelaten.
- Zermatt, waar het vervoer grotendeels plaatsvindt met elektrische voertuigen; automobilisten laten hun auto achter in Täsch en reizen per trein verder of gebruiken de autotrein .
- Vaticaanstad waar alleen diplomaten en mensen die in het Vaticaan werken met hun auto mogen komen, ook mensen die bij de Paus op bezoek komen, mogen met de auto inrijden. Je hebt echter wel een zogenoemde "permesso x" nodig om binnen te komen.

### België
- Antwerpen: Cadixwijk, Groen Kwartier, Groenplaats, Grote Markt, Hoogstraat, Meir, Offerandestraat, Regatta, Wilde Zee
- Beveren-Waas: Warande & Vrasenestraat
- Blankenberge: Kerkstraat
- Brussel: Akenkaai, Centrale Lanen, Nieuwstraat, Unesco-Centrum (îlot Sacré),
- Gent: Binnenstad, waar in 2017 het autovrij gebied uitgebreid is van 35 naar meer dan 50 hectare.[4]
- Hasselt: Historisch Centrum.
- Nieuwpoort: Zeedijk
- Oostende: Kapellestraat
- Sint-Niklaas: Nieuwstraat, Stationstraat.

### Nederland

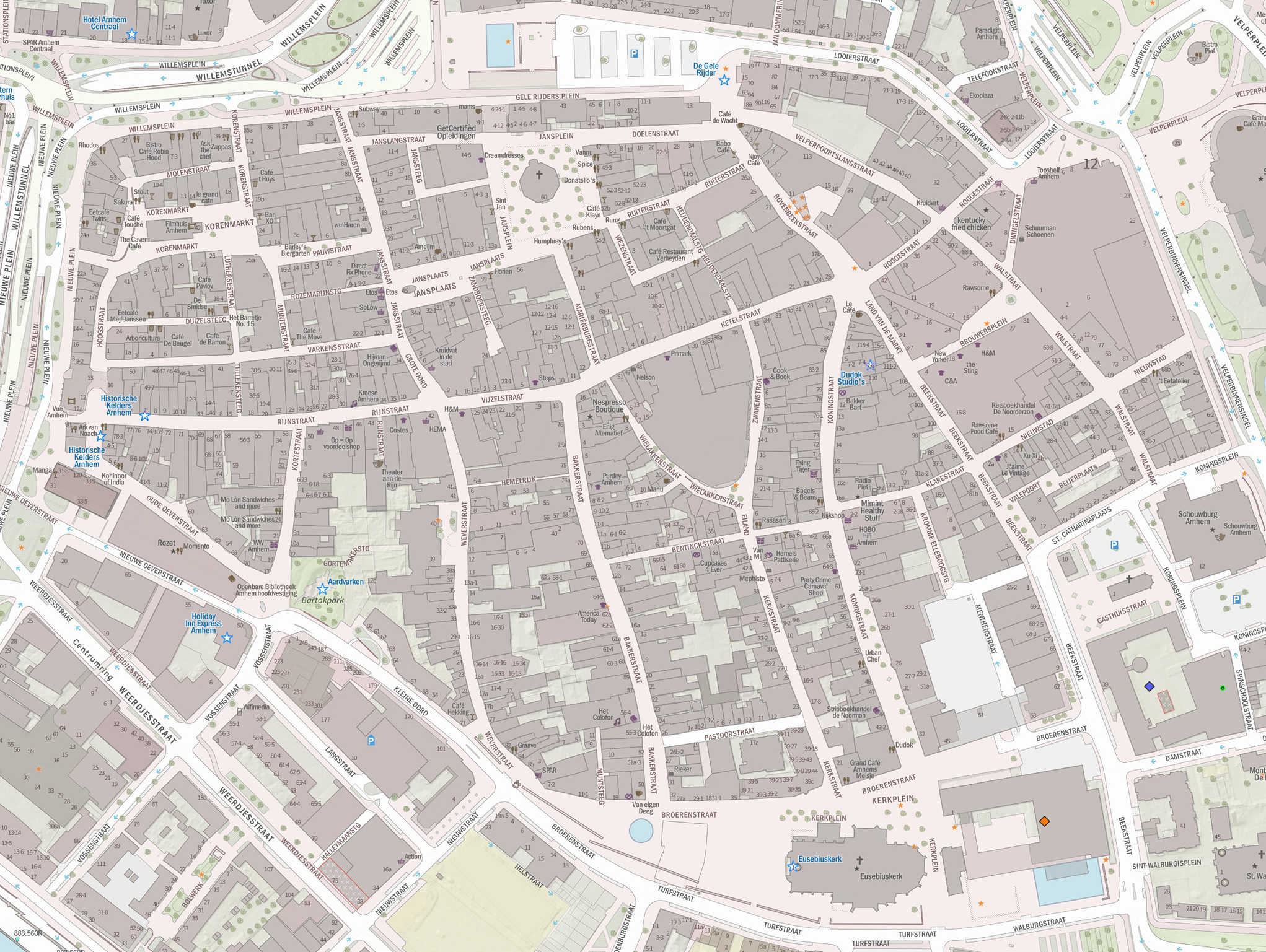
Voetgangersgebied in de Binnenstad van Arnhem

- Amsterdam: onder andere Kalverstraat, een winkelstraat met 150 winkels, sinds medio 1970 voetgangersgebied, Nieuwendijk, Leidsestraat en Reguliersbreestraat.
- Arnhem: de zone begrensd door het Nieuwe Plein, het Willemsplein, het Gele Rijdersplein, de Looierstraat, de Velperbinnensingel, het Koningsplein, de St. Catharinaplaats, de Beekstraat, de Walburgstraat, de Turfstraat, het Kleine Oord en de Nieuwe Oeverstraat.[5]
- Den Haag: onder andere Grote Marktstraat, Leyweg en Spuistraat.
- Haarlem: sinds 1973 zijn de Barteljorisstraat, Grote Houtstraat, Gierstraat en de Grote Markt voetgangersgebied; daar kwam later onder meer de helft van de Zijlstraat bij.[6]
- Hilversum: Kerkstraat
- Nijmegen: Broerstraat, Houtstraat, Lange Hezelstraat, Marikenstraat, Moenenstraat, Pauwelstraat, Stikke Hezelstraat en de noordzijde van Plein 1944[7][8]:36
- Rotterdam: Lijnbaan. Anno 2018 had Rotterdam drie verschillende types voetgangersgebieden: "voetgangersgebieden", "voetgangersgebieden, fietsen toegestaan buiten winkeltijden" en "voetgangersgebieden, fietsen toegestaan 24/7".[9] Voor specifieke delen van deze drie zonetypes zouden drie uitzonderingen voor motorvoertuigen kunnen gelden, namelijk "logistiek toegestaan binnen venstertijden (5 tot 10.30 uur)", "logistiek toegestaan 24/7", en "handelsverkeer toegestaan tijdens marktdagen".[9]
- Utrecht: Het voetgangersgebied in de Binnenstad van Utrecht is in de loop der jaren in overleg met betrokkenen steeds verder uitgebreid. Per 1 augustus 2022 bevat het de volgende straten en pleinen: Lijnmarkt, Choorstraat, Oudegracht Westzijde tot aan Lange Viestraat, Boterstraat, Steenweg, Lange Elisabethstraat, Vredenburg, Donkerstraat, Mariastraat, Achter Clarenburg, Voor Clarenburg, Korte Elisabethstraat, Zakkendragerssteeg, Drieharingstraat, Hamsteeg, Bakkerstraat, Lauwersteeg, Hekelsteeg, Massegast, Vinkenburgstraat, Neude, Schoutenstraat, Oudegracht Oostzijde van Hamburgerbrug, Lichte en Donkere Gaard, Vismarkt, Stadhuisbrug, Ganzenmarkt, Wed, Oudegracht Oostzijde tot aan de Potterstraat, Drakenburgstraat, Servetstraat, Zadelstraat, Buurkerkhof, Hollandse Toren, Vlaamse Toren, Vredenburgkade, Rijnkade.[10]
- Zeist: Belcour
- Zwolle: het Gasthuisplein, de Grote Markt, de Melkmarkt en de Nieuwe Markt (tussen 12.00 en 22.00 uur alleen toegankelijk voor voetgangers en fietsers).[11]

Indien boven een verkeersbord het woord "zone" is aangebracht, geldt het tot het verkeersbord waarmee het einde van de zone wordt aangeduid. Vaak worden verkeersborden gebruikt waarin de afbeelding van het eerstgenoemde verkeersbord en het woord "zone" zijn geïntegreerd. Bij bord G07 (voetpad) zijn er bijvoorbeeld de borden G07-ZB en G07-ZE (zone begin en zone eind).

## Elders ter wereld
Ook in kleinere plaatsen zijn inmiddels in heel Europa en Noord-Amerika voetgangersgebieden ingesteld. In Noord-Afrika en het Midden-Oosten zijn de soeks meestal autovrij.